# 網格效應

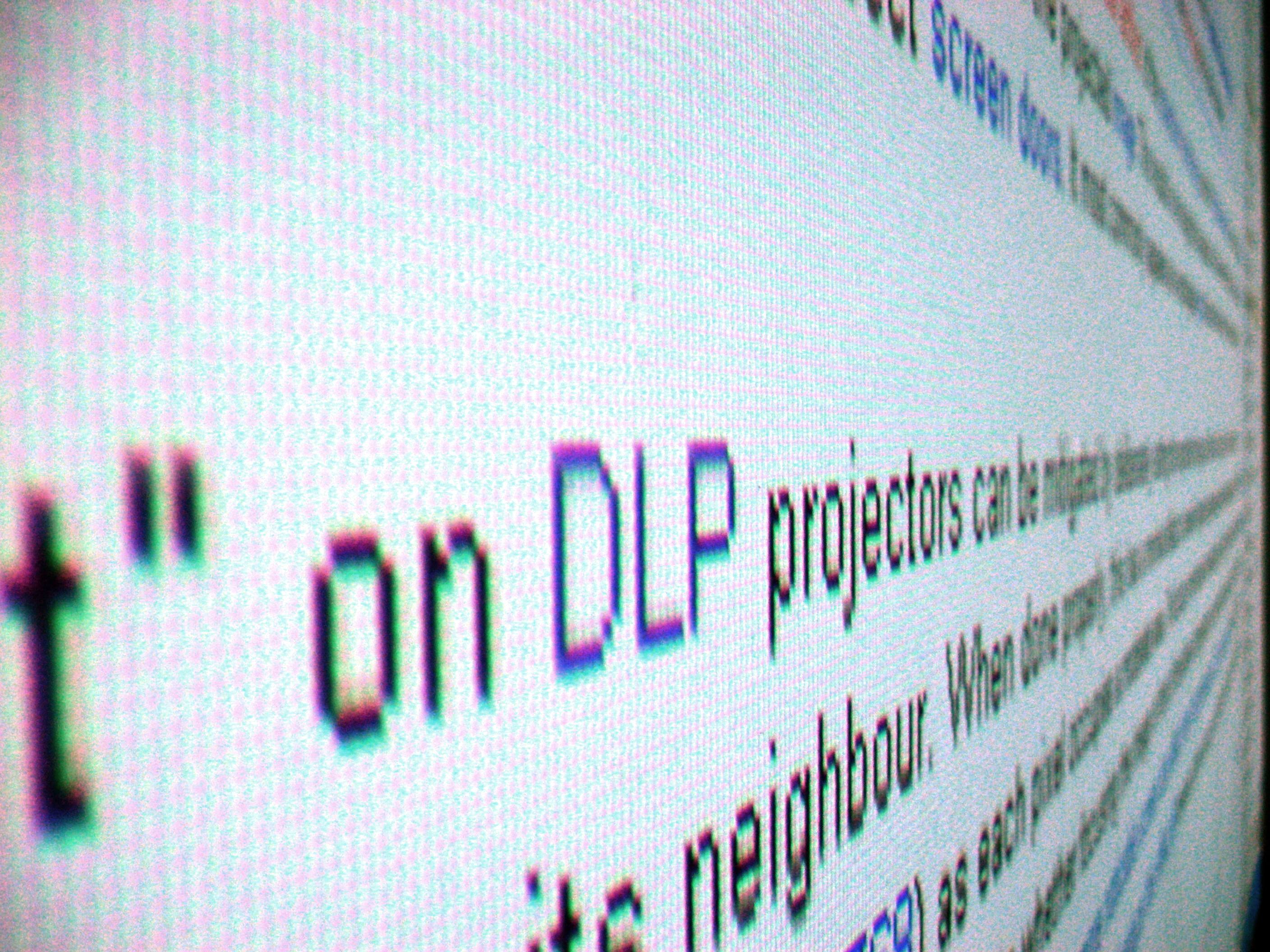
在投影幕上的網格效應

網格效應是显示器上出現的一种视觉偽影，其中分隔像素（或子像素）的细线在显示的图像中变得可见。这种效果可以在數位投影機图像和放大或近距离的常规显示中看到，但显示解析度的提高使得这种效果变得不那么明显。最近，在虚拟实境眼鏡和其他头戴式显示器上，因为它们的顯示內容的观看距离非常近，而且单个显示器的视野范围較宽得多，因此網格效应成為其中的顯示問題。 